# Anton Makay
Anton Makay (Makai) (ur. 24 lutego 1756 w Rożniawie, zm. 8 stycznia 1825 w Sümeg) – słowacki duchowny katolicki, trzeci biskup ordynariusz bańskobystrzycki w latach 1818–1823, a następnie ordynariusz vesprémski od 1823 roku.

## Życiorys
Urodził się w 1756 roku Rożnawie, w słowackiej rodzinie szlacheckiej jako syn Františka Makay i Márii z domu Nagyová. Uczęszczał do gimnazjum w swojej rodzinnej Rożnawie, a następnie kontynuował naukę w Egerze, gdzie studiował teologię. Po ukończeniu studiów przyjął święcenia kapłańskie w tamtejszej katedrze i objął stanowisko w kancelarii biskupiej. W międzyczasie wykładał w tamtejszym seminarium duchownym. W 1792 roku otrzymał tytuł kanonika, w 1809 roku prepozyta, a rok później tytularnego opata. Uchodził za wybitnego duchownego i był lubiany przez wiernych, dlatego też w 1818 roku został mianowany przez papieża Piusa VII nowym ordynariuszem diecezji bańskobystrzyckiej, która nie była obsadzona przez sześć lat, a funkcję administratora apostolskiego sprawował ksiądz Franz Vallitzek.
Jego konsekracja biskupia oraz uroczysty ingres miały miejsce w 1819 roku. W czasie swoich rządów w diecezji bańskobystrzyckiej zwołał pierwszy synod diecezjalny w listopadzie 1821 roku, w którym uczestniczyło 43 prominentnych duchownych. W 1823 roku został przeniesiony na funkcję biskupa vesprémskiego. Zmarł w 1825 roku w Sümeg.